# Raul Bragança Neto
Raul Bragança Neto (1946) é um político santomense. Ocupou o cargo de primeiro-ministro de São Tomé e Príncipe de 19 de novembro de 1996 a 8 de janeiro de 1999.